# Ryszard Klauze

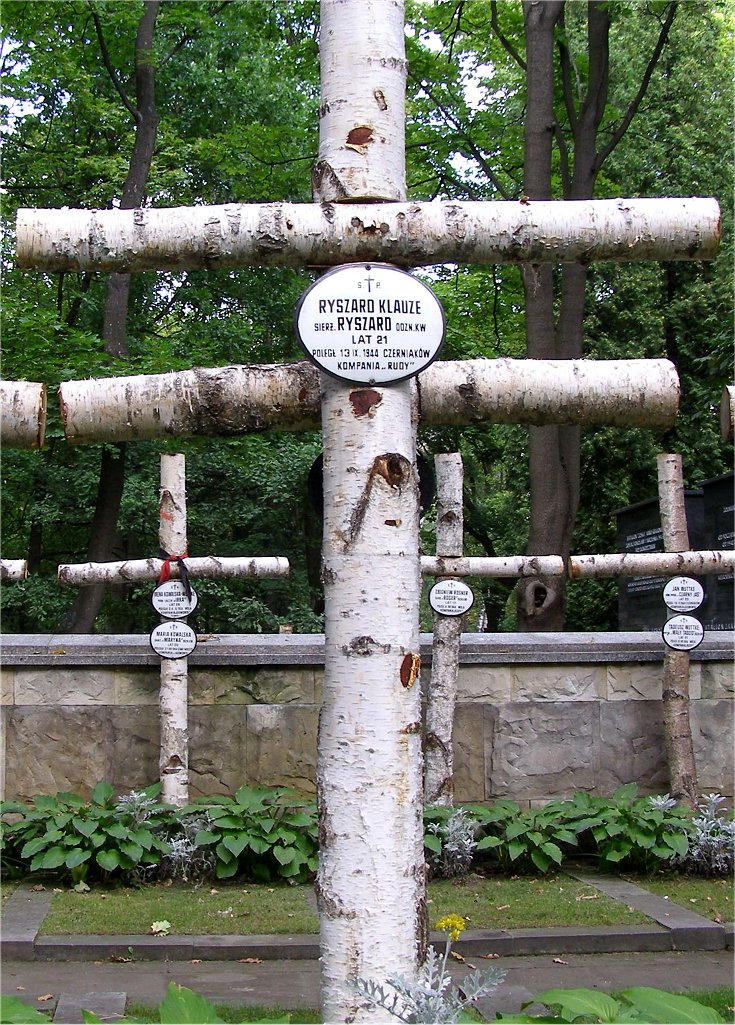
Mogiła na Powązkach

Ryszard Klauze ps. Rysiek, Ryszard (ur. 13 maja 1923 w Warszawie, zm. 13 września 1944 tamże) – sierżant, uczestnik powstania warszawskiego jako żołnierz I plutonu „Sad” kompanii „Rudy” batalionu „Zośka” Armii Krajowej. 
Podczas okupacji niemieckiej działał w polskim podziemiu zbrojnym. Brał udział w akcji Wilanów, był w grupie streifa, dowodzonej przez Andrzeja Romockiego. W powstaniu warszawskim walczył na Woli i Starym Mieście. Poległ 13 września 1944 w walkach powstańczych w  obronie budynku ZUS na Czerniakowie. Miał 21 lat. Pochowany w kwaterach żołnierzy i sanitariuszek batalionu „Zośka” na Cmentarzu Wojskowym w Warszawie (kwatera A20-4-25).
Odznaczony Krzyżem Walecznych.